# 凱旋廣場
凯旋广场（羅馬化：Triumfalnaya ploshchad）位於俄羅斯莫斯科中央行政區特维尔區。它位于大花园街、布列斯特第一、第二街、特维尔亚姆斯卡亚第一街、军械库巷、建筑拱门和特维尔大街之間的花園環路路段。
1935至1992年間名為馬雅科夫斯基廣場（俗稱馬雅科夫卡）